# Angelo Maria Fiorè
Angelo Maria Fiorè (* 1660; † 4. Juni 1723 in Turin) war ein italienischer Komponist und Cellist des Barock.

## Leben und Wirken
Angelo Maria Fiorè war zu Lebzeiten ein bedeutender Cellovirtuose. Fiorè war von 1688 bis 1695 in der Hofkapelle zu Parma tätig. Er gehörte zu den frühen Komponisten, die Sololiteratur für das Violoncello schufen. 1696 erschienen seine 14 Trattenimenti da camera a due strumenti, violino e violone e violoncello e cimbalo, op. 1, die neben 10 Violinsonaten vier Sonaten für Cello und B. c. enthalten. 1705 erschienen die Trattimenti in einem Nachdruck bei Estienne Roger. Des Weiteren sind von Fiorè mehrere Sinfonie für Cello und B. c. sowie Arien eines 1686 in Mailand aufgeführten Pasticcios erhalten. 1697 wurde Fiorè als Mitglied in die Accademia Filarmonica in Bologna aufgenommen. Von 1697 bis 1723 war er Cellist in der Turiner Hofkapelle des Herzogs von Savoyen.
Fiorès 1686 in Mailand geborener Sohn Andrea Stefano Fiorè, Komponist und Kapellmeister, galt als ein musikalisches Wunderkind.